# Missione di supporto delle Nazioni Unite in Libia

Logo della missione UNSMIL.

La missione di supporto delle Nazioni Unite in Libia (in inglese United Nations Support Mission in Libya, in acronimo UNSMIL) è una missione speciale politica dell'Organizzazione delle Nazioni Unite volta a supportare la transizione post-bellica della Libia in seguito alla prima guerra civile del 2011.
La missione è alle dipendenze del Dipartimento per gli affari politici e di peacebuilding del Segretariato delle Nazioni Unite e ha sede a Tunisi (Tunisia). È guidata dalla statunitense Stephanie Koury, in carica dal 1° marzo 2024 come vice inviata del Segretario generale.
Il mandato della missione è stato esteso annualmente più volte fino al 31 ottobre 2024.

## Storia
L'UNSMIL è stata avviata dall'Organizzazione delle Nazioni Unite nel 2011 in seguito allo scoppio della prima guerra civile nella Libia di Muʿammar Gheddafi con l'obiettivo di supportare le autorità transitorie post-belliche libiche, tra cui il Consiglio nazionale di transizione. Il mandato della missione è stato definito con l'adozione della risoluzione del Consiglio di sicurezza n° 2009 del 16 settembre 2011.
Il primo capo della missione è stato l'attivista e diplomatico britannico Ian Martin, già segretario generale di Amnesty International tra il 1986 e il 1992 nonché consulente del Segretario generale per la pianificazione post-bellica in Libia. Durante il suo mandato Martin ha denunciato al Consiglio di sicurezza delle Nazioni Unite i maltrattamenti contro i sostenitori di Gheddafi detenuti dalle autorità transitorie libiche, sostenendo che diversi prigionieri siano stati torturati fino alla morte. Nell'aprile 2012 un convoglio ONU, sul quale era a bordo Martin, è stato colpito con una bomba lanciata da ignoti a Bengasi, sebbene non si siano registrati morti o feriti.

## Leadership
- Ian Martin (2011-2012)
- Tarek Mitri (2012-2014)
- Bernardino León (2014-2015)
- Martin Kobler (2015-2017)
- Ghassan Salamé (2017-2020)
- Stephanie Williams (2020-2021)
- Ján Kubiš (2021-2022)
- Abdoulaye Bathily (2022-2024)
- Stephanie Koury (dal 1º marzo 2024)